# GNU Compiler Collection
gcc je kratica za GNU Compiler Collection, što je skup programerskih prevoditelja (kompajlera) koji je nastao iz GNU projekta. Spada u grupu besplatnog softvera. GCC je standardni prevoditelj za operacijske sustave koji su slični Unixu. Originalni naziv GNU C Compiler nije se zadržao u upotrebi, jer je kasnije razvijen za upotrebu kao prevoditelj u programima C++, Java, Fortran i Ada, i druge. GCC je originalno razvio Richard Stallman, 1987. godine, u sklopu projekta GNU. Kasnije je prebačen u projekt Free Software, u kojem Richard Stallman i dan danas sudjeluje.